# Daiki Kamikawa
Daiki Kamikawa (上川大樹, Kamikawa Daiki) (né le 9 novembre 1989 à Yamaguchi) est un judoka japonais évoluant dans la catégorie des plus de 100 kg (poids lourds). Sans palmarès majeur jusqu'alors hormis une finale nationale, il devient en septembre 2010 champion du monde toutes catégories en disposant en finale du tenant du titre, le Français Teddy Riner.

## Biographie
Originaire de Yamaguchi, il est étudiant et s'entraîne au sein de l'université Meiji. Champion d'Asie juniors en 2006, il atteint la finale de l'Universiade trois ans plus tard à Belgrade mais est battu par le Néerlandais Luuk Verbij. Avant cette médaille d'argent, il s'était signalé par une performance similaire lors du tournoi de « Coupe du monde » disputé à Budapest en février 2009. Battu en finale par le Géorgien Zviadi Khanjaliashvili, il avait auparavant dominé le futur champion d'Europe, l'Estonien Martin Padar, ainsi que le médaillé olympique Óscar Brayson.
En 2010, il est battu en finale des Championnats du Japon dans la catégorie des poids lourds par Keiji Suzuki. Pour sa première finale nationale, Kamikawa est battu par ippon juste avant la fin des cinq minutes de combat.
Quelques mois plus tard, lors des Championnats du monde organisés à Tokyo, il profite de la nouvelle réglementation autorisant la participation de quatre représentants par pays en « toutes catégories » pour honorer une première sélection dans un championnat international élite. Malgré une partie de tableau relevée, il atteint la finale en disposant notamment de l'Allemand Andreas Tölzer, récent finaliste chez les poids lourds, par ippon ainsi que l'Ouzbek Abdullo Tangriev par waza-ari en finale de tableau. Vainqueur en demi-finale de son compatriote Keiji Suzuki par ippon, il affronte en finale le favori français Teddy Riner, tenant du titre et triple champion du monde parmi les poids lourds. Ce dernier, invaincu depuis 44 combats, domine les cinq premières minutes de combat sans pour autant marquer ni profiter de la passivité du Japonais,. Dans le golden score, la domination s'inverse et entraîne la victoire de Kamikawa à la décision arbitrale, deux drapeaux à un. Plus trapu – 1,88 m pour 143 kg durant ces championnats – que Riner, Daiki Kamikawa, droitier, lui inflige sa deuxième défaite en championnat élite après celle concédée lors des Jeux olympiques de 2008 contre Abdullo Tangriev et l'empêche alors de devenir le premier quintuple champion du monde masculin de l'histoire.

## Palmarès

### Compétitions internationales
| Année | Compétition                 | Lieu      | Résultat | Catégorie         |
| ----- | --------------------------- | --------- | -------- | ----------------- |
| 2006  | Championnats d'Asie juniors | Hyderabad | 1er      | Plus de 100 kg    |
| 2009  | Universiade                 | Belgrade  | 2e       | Plus de 100 kg    |
| 2010  | Championnats du monde       | Tokyo     | 1er      | Toutes catégories |

### Masters, Tournois Grand Chelem et Grand Prix
| Année | Compétition     | Lieu       | Résultat | Catégorie      |
| ----- | --------------- | ---------- | -------- | -------------- |
| 2009  | Grand Prix      | Abou Dabi  | 3e       | Plus de 100 kg |
| 2009  | World Cup       | Budapest   | 2e       | Plus de 100 kg |
| 2010  | Grand Chelem    | Tokyo      | 3e       | Plus de 100 kg |
| 2011  | Grand Chelem    | Paris      | 2e       | Plus de 100 kg |
| 2012  | Masters mondial | Almaty     | 2e       | Plus de 100 kg |
| 2014  | Grand Prix      | Düsseldorf | 1er      | Plus de 100 kg |
| 2015  | Grand Chelem    | Tokyo      | 3e       | Plus de 100 kg |
| 2017  | Grand Prix      | Zagreb     | 3e       | Plus de 100 kg |

### Divers
Championnats du Japon individuels
- Médaille d'argent en plus de 100 kg en 2010.